# Белфаунтин (Орегон)
Белфаунтин (енгл. Bellfountain) насељено је место без административног статуса у америчкој савезној држави Орегон.

## Демографија
По попису из 2010. године број становника је 75.
| Група             | 2000.    | 2010.      |
| Белци             | 0 (0,0%) | 72 (96,0%) |
| Афроамериканци    | 0 (0,0%) | 0 (0,0%)   |
| Азијати           | 0 (0,0%) | 0 (0,0%)   |
| Хиспаноамериканци | 0 (0,0%) | 3 (4,0%)   |
| Укупно            | 0        | 75         |